# Maruchi Fresno
Maruchi Fresno, all'anagrafe María de Lourdes Gómez-Pamo López del Fresno (Madrid, 14 febbraio 1916 – El Escorial, 19 luglio 2003), è stata un'attrice spagnola.

## Biografia
Figlia dell'attore e fumettista Fernando Fresno, debuttò nel cinema nel 1934 all'età di 18 anni. Laureatasi in chimica, all'inizio della Guerra civile spagnola emigrò in Argentina dove recitò in teatro. Nel 1939, finita la guerra, tornò in Spagna dove divenne una delle figure più solide della scena artistica dell'epoca, sia nel cinema che nel teatro: durante la sua lunga carriera recitò in circa sessanta film e serie televisive. È ricordata soprattutto per le sue interpretazioni di Isabella d'Aragona nel film storico del 1947 Regina santa (The Holy Crown) e di Caterina d'Aragona nel film del 1951 Anna Bolena.
Nel 1953 sposò il regista teatrale e scrittore Juan Guerrero Zamora, dal quale ebbe un figlio. A partire dagli Anni Sessanta diradò la sua presenza cinematografica, ma continuò a mantenere sia l'attività teatrale che televisiva.

## Filmografia parziale
- Ultima fiamma (La última falla), regia di Benito Perojo (1940)
- Mi adorable secretaria, regia di Pedro Puche (1943)
- Altar mayor[2], regia di Gonzalo Delgrás (1943)
- Dora o le spie, regia di Raffaello Matarazzo (1943)
- Regina santa, regia di Henrique Campos, Aníbal Contreiras e Rafael Gil (1947)
- Il cavaliere della croce, regia di José Díaz Morales (1948)
- Anna Bolena, regia di Arturo Ruiz Castillo (1951)
- Siamo tutti peccatori (Balarrasa), regia di José Antonio Nieves Conde (1951)
- La lupa, regia di Luis Lucia (1955)
- Gli amanti del chiaro di luna, regia di Roger Vadim (1958)
- I suoi non lo riconobbero, regia di Joseph Breen e Fernando Palacios (1959)
- Salomone e la regina di Saba, regia di King Vidor (1959)
- I grandi condottieri, regia di Marcello Baldi (1965)
- L'urlo dei giganti, regia di León Klimovsky (1968)
- La regenta, regia di Gonzalo Suárez (1975)
- Laura, del cielo llega la noche, regia di Gonzalo Herralde (1987)

## Premi e riconoscimenti
- Fotogrammi d'argento 1953 - Miglior interprete di cinema spagnolo per Anna Bolena